# Andrzej Olkowski
Andrzej Augustyn Olkowski (ur. 28 sierpnia 1949 w Przasnyszu), lekarz weterynarii, biochemik.

## Życiorys
Absolwent Liceum Ogólnokształcącego w Przasnyszu (matura 1968) oraz Wydziału Weterynarii SGGW w Warszawie (1976). Po odbyciu wstępnego stażu pracy w Przasnyszu został zatrudniony na stanowisku ordynatora w lecznicy dla zwierząt w Rząśniku. We wrześniu 1981 wyjechał do Szwecji, skąd po roku wyemigrował do Kanady. W Kanadzie ukończył biochemię w Departament of Animal and Poultry Science, University of Saskatchewan, pracując podczas studiów jako laborant w tej uczelni. Uzyskał tam tytuł naukowy doktora (Ph.D. - Doctor of Philosophy). Jest autorem kilkudziesięciu prac naukowych z zakresu biochemii. W 2007 został członkiem założycielem Polsko-Kanadyjskiego Koła Naukowego w Saskatoon. W 2004 otrzymał statuetkę Przasnyskiego Koryfeusza.